# Black Power
Black Power (em português: "poder negro") é um slogan político e um nome para várias ideologias associadas que visam alcançar autodeterminação para pessoas de ascendência africana.
É usado principalmente, mas não exclusivamente, por afro-americanos nos Estados Unidos. O movimento Black Power foi proeminente no final dos anos 60 e início dos 70, enfatizando o orgulho racial e a criação de instituições políticas e culturais negras para cultivar e promover interesses coletivos negros e avançar valores negros.

## Black Power
Expressa uma série de objetivos políticos, da defesa contra a opressão racial, ao estabelecimento de instituições sociais e uma economia autossuficiente, incluindo livrarias afro-americanas, cooperativas, fazendas e meios de comunicação.

## A verdade
O movimento pelos direitos civis nos Estados Unidos fragmentou-se em 1966,[2] quando Stokely, líder do Student Nonviolent Coordinating Committee (SNCC) — Comissão de Coordenação Estudantil Não Violenta, lançou a expressão Black Power, adotando postura mais revolucionária. O grito se espalhou pelo país e expressava a impaciência dos jovens diante dos contínuos ataques segregacionistas. O punho cerrado era o símbolo do movimento.